# ایدئالیسم در نظریه روابط بین‌الملل
در نظریه ایدئالیسم یا لیبرالیسم ارتباطات بین‌الملل به عنوان وسیله‌ای برای کنار هم قراردادن ملت‌ها و به عنوان قدرتی که به سازمان‌های بین‌المللی در انجام خدمات خود به جامعهٔ جهانی کمک می‌کند، نگریسته می‌شود. از این دیدگاه، ارتباطات با ایده‌آل‌ترین شکل آن به عنوان زمینه‌ساز درک متقابل میان ملت‌ها و صلح مورد توجه قرار می‌گیرد.

## آرمانگرایی کلاسیک
ایدئالیسم کلاسیک یا آرمانگرایی آمریکایی پس از جنگ جهانی اول بر پایه سه گزاره عمده شکل گرفت:
- ماهیت بشری صرفاً بر پایه انگیزه خودخواهی و برتری مادی نیست.
- اهداف بشری حالت جهانی دارد.
- از طریق مناطق و استدلال میتوان بر وضعیت حاکم بر روابط بین‌الملل غلبه کرد.

از نظر آرمانگرایی جنگ و بی نظمی بین‌المللی نتیجه شکستن ارتباطات عقلایی است. آنچه باعث بروز جنگ می‌شود حکومت‌ها هستند و نه سیستم، بنابراین با دموکراتیزه کردن حکومت‌ها میتوان از بروز جنگ جلوگیری کرد.
دیپلماسی سنتی از نظر این مکتب دچار چند مشکل بود. این فرایند غیردموکراتیک و محرمانه بود و توازن قوا که در قالب کنسرت اروپا عامل جلوگیری از بی نظمی بین‌المللی بود خود باعث بروز و آغاز جنگ جهانی اول شده بود. ایدئالیسم خواهان جلوگیری از بروز مجدد شرایطی بود که منجر به شکل‌گیری رفتارهای تعرضی میشدند. در مقابل واقع گرایان خواهان محدود کردن پدیده جنگ بودند. از جمله تلاشهای آرمانگرایان باید به تعمیم داده رژیم‌های لیبرال دموکرات به تمام کشورها، اصل تعیین سرنوشت و سیستم امنیت دسته جمعی بود که در آن جامعه بین الملل استفاده غیر مشروع از خشونت را ممنوع میکرد.
از مهمترین آثار این دوره باید به اصول چهارده گانه ویلسون اشاره کرد.